# Kamp Koral - SpongeBob al campo estivo
Kamp Koral - SpongeBob al campo estivo (Kamp Koral: SpongeBob's Under Years) è una serie animata statunitense ideata da Stephen Hillenburg.
Originata come prequel e spin-off di SpongeBob, la serie segue i protagonisti della serie originale in giovane età ad un campo estivo, precedentemente introdotti in alcune scene flashback del film SpongeBob - Amici in fuga (2020). La serie viene pubblicata negli Stati Uniti su Paramount+ dal 4 marzo 2021. In Italia viene trasmessa su Nickelodeon dal 21 giugno 2021 e dal 10 gennaio 2022 in chiaro su Super!

## Trama
La serie segue le avventure di SpongeBob, una giovane spugna di 10 anni, mentre trascorre il suo tempo in un campo estivo chiamato Kamp Koral. Il campo è gestito da Mr. Krab, un padre single che sta crescendo sua figlia Perla. Le attività del campo vengono supervisionate dalla Signora Puff, che lavora come capo scout e insegnante di arti e mestieri.

## Personaggi
- SpongeBob SquarePants  (doppiato da Claudio Moneta)
- Patrick Stella (doppiato da Pietro Ubaldi)
- Squiddi Tentacolo (doppiato da Mario Scarabelli)
- Mr. Krab (doppiato da Mario Zucca)
- Sandy Cheeks (doppiata da Laura Brambilla)
- Sheldon Plankton (doppiato da Riccardo Rovatti)
- Signora Puff (doppiata da Graziella Porta)
- Karen Plankton (doppiata da Rosa Leo Servidio)
- Perla Krab (doppiata da Rosa Leo Servidio)
- Nobby e Narlene (doppiati da Simone Marzola e da Giada Bonanomi)
- Kevin il cetriolo (doppiato da Mosè Singh)
- Missy Upturn (doppiata da Jolanda Granato)
- Bubble Bass (doppiato da Matteo Brusamonti)

## Episodi
| Stagione         | Episodi | Pubblicazione USA | Prima TV Italia |
| ---------------- | ------- | ----------------- | --------------- |
| Prima stagione   | 26      | 2021-2023         | 2021-2023       |
| Seconda stagione | 13      | 2024              | 2024            |